# Joseph Fluthgraf

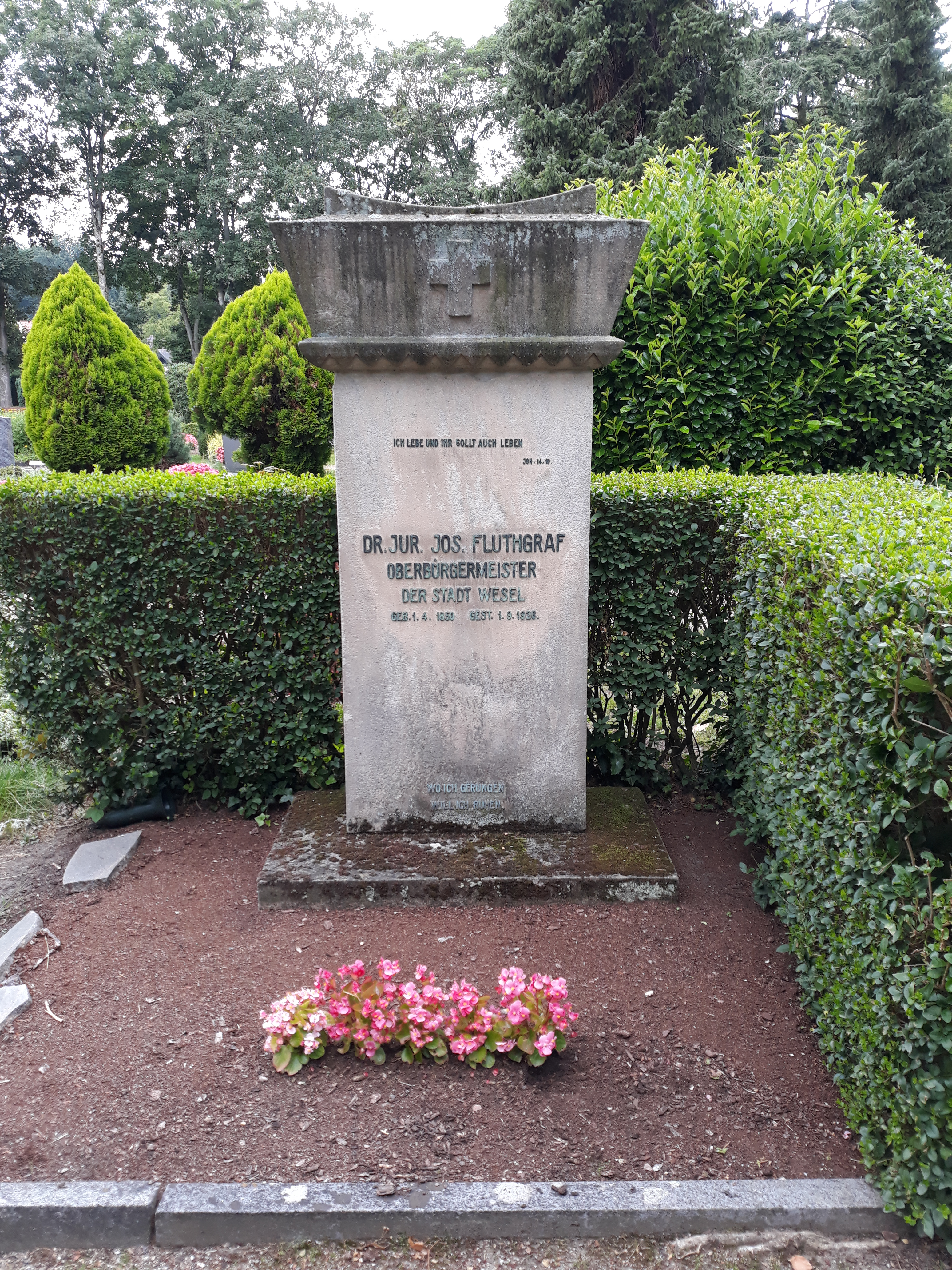
Das Grab von Joseph Fluthgraf auf dem alten Friedhof in Wesel

Joseph Franz Hubert Fluthgraf (* 1. April 1850 in Köln; † 1. September 1926 in Würzburg) war ein deutscher Kommunalpolitiker und Jurist. Er war Bürgermeister von Grünberg in Schlesien und von Wesel am Niederrhein.

## Werdegang
Als Sohn eines Kupferschlägers und Metallfabrikanten geboren, studierte Fluthgraf nach dem Besuch des Kölner Friedrich-Wilhelm-Gymnasiums Rechtswissenschaften in Bonn, München und Greifswald. Während seines Studiums wurde er 1870 Mitglied der Burschenschaft Marchia Bonn, 1871 der Burschenschaft Algovia/Arminia München und 1872 der Burschenschaft Germania Greifswald. 1875 wurde er in Jena zum Dr. iur. promoviert und begann nach dem Referendariat eine Laufbahn in der kommunalen Verwaltung. Zu Beginn der 1880er Jahre war er Beigeordneter und zweiter Bürgermeister der schlesischen Kreisstadt Grünberg. 1882 bewarb er sich erfolglos um den Posten des ersten Bürgermeisters von Worms in Rheinhessen. 1884 stieg er in Grünberg zum ersten Bürgermeister auf. Von 1887 bis 1891 war er für die Konservative Partei daneben Abgeordneter im Schlesischen Provinziallandtag. Er verließ Schlesien und legte seine dortigen Aufgaben nieder, um am 26. September 1891 ein neues Amt als Bürgermeister der niederrheinischen Stadt Wesel anzutreten. Seine vorrangige Aufgabe lag im Prozess der Entfestigung, durch welchen die vormalige Festungsstadt sich deutlich ausdehnen konnte und rund um die Innenstadt neue Bebauungsmöglichkeiten entstanden. Der dafür grundlegende Vertrag von 1890 hatte diverse Lücken, sodass Fluthgraf auch entsprechende Nachverhandlungen übernehmen musste. Neben Bebauungsfragen waren seine ersten Amtsjahre besonders von der Gestaltung der Infrastruktur an den Flüssen Rhein und Lippe geprägt. Um 1895 setzte ein Aufschwung ein, durch den besonders die Bautätigkeit anstieg. Seitens der Stadt wurde Fluthgrafs Arbeit durch zwei deutliche Gehaltserhöhungen gewürdigt und von übergeordneter Stelle bekam er 1896 den Titel „Oberbürgermeister“ verliehen. Im Dezember 1902 kündigte er aus gesundheitlichen Gründen den Verzicht auf eine weitere Amtszeit an und im September 1903 endete nach zwölf Jahren seine Tätigkeit als Oberbürgermeister.
Im Ruhestand lebte Fluthgraf mit seiner Frau in Würzburg, wo er 1926 starb. Er wurde in Wesel auf dem Friedhof an der Caspar-Baur-Straße in einem Ehrengrab beigesetzt. Bereits im Juli 1903 erhielt eine damals verkehrsreiche Durchgangsstraße zwischen dem Kornmarkt und der Reeser Landstraße ihm zu Ehren den Namen Oberbürgermeister-Fluthgraf-Straße. Heute heißt sie schlicht Fluthgrafstraße.

## Auszeichnungen
- 1898: Königlich-belgischer Leopoldsorden, Ritterkreuz
- 1901: Roter Adlerorden, 4. Klasse
- 1902: Roter Adlerorden, 4. Klasse mit Krone
- 1903: Kronenorden, 3. Klasse
- Orden von Oranien-Nassau, Ritterkreuz